# Віднотовані споруди Об'єднаного Королівства
Перелік будівель Об'єднаного Королівства (англ. Listed_buildings_in_the_United_Kingdom) — споруди, які було внесено до «Державного списку будівель, що мають особливий державний чи культурний інтерес». Цей статус широко використовується та застосовується до близько половини мільйона будівель королівства. Органами, що згідно із законодавством здійснюють охорону переліку будівель Англії є: «Англійська спадщина», «Каду» (служба збереження історичної спадщини Уельсу) в Уельсі, «Історична Шотландія» у Шотландії та «Північноірландське агентство охорони навколишнього середовища» (NIEA) у Північній Ірландії.
Цей же термін використовується також в Ірландії, де будівлі, внесено до Національного Кадастру об'єктів Архітектурної Спадщини відповідно до зобов'язань країни в рамках Гранадської Конвенції. Однак, в Ірландії надається перевага терміну конструкції, що захищаються.
Будівлі, що містяться у списку, не можуть бути знесені, розширені або змінені без спеціального дозволу органу місцевого планування, який як правило, звертається у відповідні центральні урядові установи, зокрема, для значної зміни найважливіших будівель. На відміну від контролю світських споруд, зазначеним у списку будівлям, що використовуються в даний час для поклоніння надаються привілеї, але тільки в тих випадках, коли відповідна релігійна організація діє відповідно до процедури надання дозволу. Власники перерахованих будівель, в деяких випадках змушені ремонтувати їх і можуть бути притягнені до кримінальної відповідальності, якщо вони ухиляються від ремонту або виконують несанкціоновані зміни. Якщо процедуру внесення будівель у список було порушено, то ці будівлі мають бути видалені зі списку.